# Petit Bateau

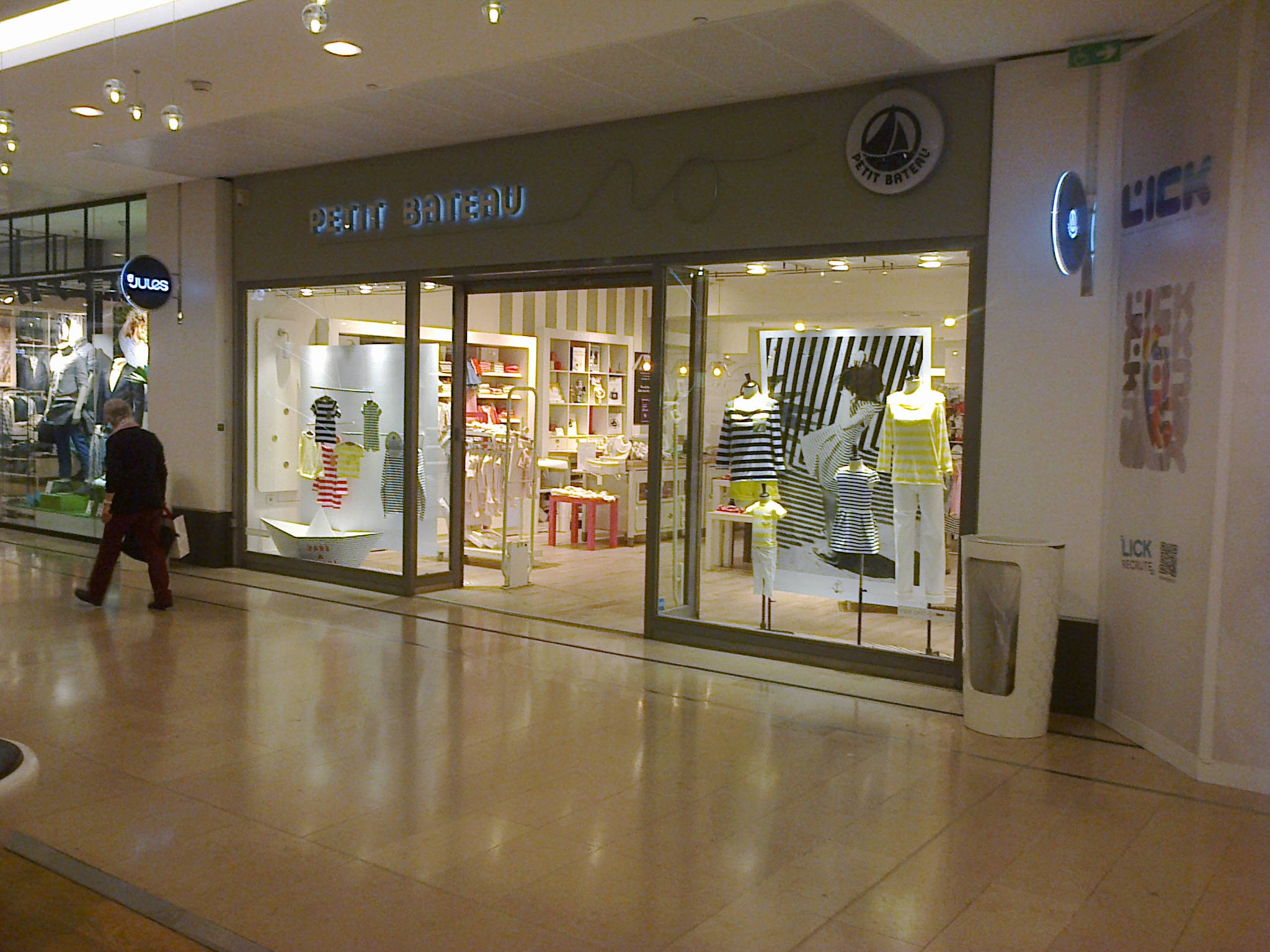
Petit Bateau-winkel in een Frans winkelcentrum

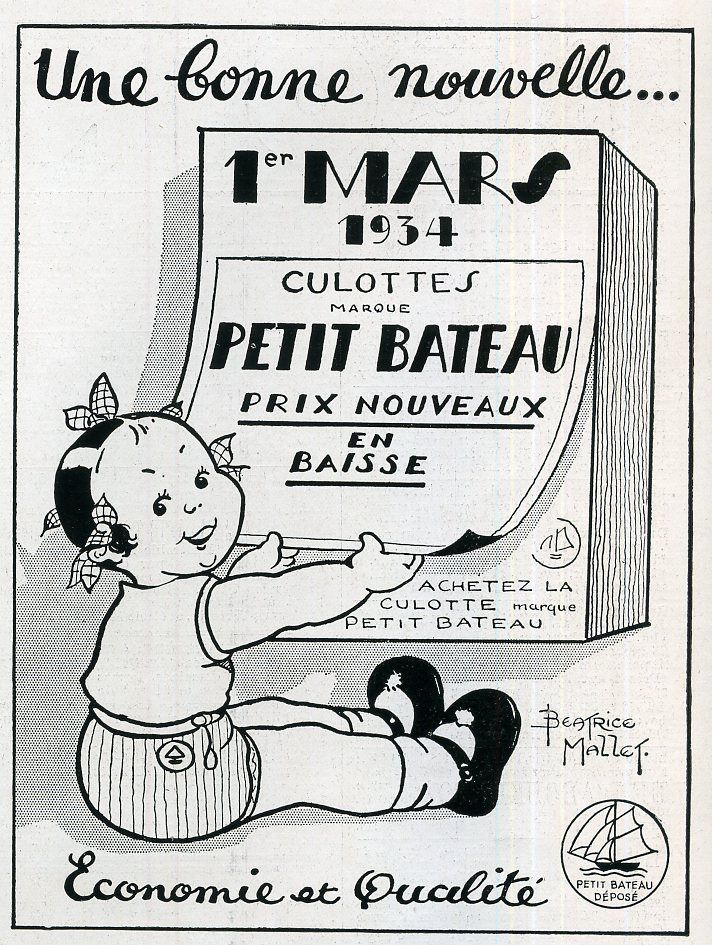
Advertentie uit 1934

Petit Bateau is een Frans merk van kleding en ondergoed voor kinderen. Het merk werd opgericht in 1920, maar gaat terug op een breifabriek in Troyes uit 1893. De stijl is maritiem, met verwijzingen naar klassiekers als de marinière, de oliejas en de caban. Petit Bateau is verantwoordelijk voor verschillende innovaties, zoals slips zonder broekspijpen, body's met Amerikaanse armsgaten en bouclébadstof en -velours. Sinds 1988 maakt Petit Bateau deel uit van Groupe Rocher. Sinds de jaren 2000 heeft het merk ook een volwassenencollectie.